# Kotschya eurycalyx
Kotschya eurycalyx är en ärtväxtart som först beskrevs av Hermann August Theodor Harms, och fick sitt nu gällande namn av Jeanine Dewit och Paul Auguste Duvigneaud. Kotschya eurycalyx ingår i släktet Kotschya och familjen ärtväxter.

## Underarter
Arten delas in i följande underarter:
- K. e. eurycalyx
- K. e. venulosa